# NHK中頓別ラジオ中継局
NHK中頓別ラジオ中継局（エヌエイチケイなかとんべつラジオちゅうけいきょく）は、北海道枝幸郡中頓別町にあるNHK旭川放送局の中波放送中継局である。

## 概要
- 当中継局は、枝幸郡中頓別町中頓別に置かれ、中頓別町内など、宗谷管内南部地域に電波を発射している。
- なお、在札民放ラジオ局については、稚内ラジオ中継局、名寄ラジオ中継局、遠別ラジオ中継局、網走ラジオ放送所などを受信している。しかし、浜頓別町・枝幸町・中頓別町では現在も民放ラジオ局（HBCラジオ・STVラジオ）の中継局の設置を要望している[1][2][3]。

## 中継局概要
| 周波数 （kHz） | 放送局名    | 空中線 電力 | 放送対象地域                         | 放送区域 内世帯数 | 運用開始日      |
| -------------- | ----------- | ----------- | ------------------------------------ | ----------------- | --------------- |
| 1026           | NHK 旭川第1 | 100W        | 道北圏 （上川・留萌・ 宗谷・北空知） | 不明              | 1960年 12月16日 |
| 1359           | NHK 旭川第2 | 100W        | 全国                                 | 不明              | 1965年 3月27日  |

## 参考資料
1. ↑  中頓別町議会だよりVolume.176より
2. ↑  中頓別町議会だよりVolume.177より
3. ↑  平成24年第2回中頓別町議会定例会議事日程（第１号）平成24年6月20日（水曜日）より
4. ↑  日本放送協会 編『NHK年鑑1962』日本放送出版協会、1961年、355頁。
5. ↑  日本放送協会 編『NHK年鑑'65』日本放送出版協会、1965年、227頁。